# سوویشیتسه (ناحیه کولین)
سوویشیتسه (به چکی: Svojšice) یک منطقهٔ مسکونی در جمهوری چک است که در ناحیه کولین واقع شده‌است.